# 尹焯熙
尹焯熙（英語：Wan Cheuk Hei，1993年1月19日—），香港男子田徑運動員，2018香港男子全程馬拉松香港排名第二。

## 簡介
香港長跑運動員，由17歲初接觸長跑，比賽距離由1500米至全程馬拉松。
「長跑沒有捷徑，成功是汗水和努力的結合。」，並於2017年7月創立 Forza Running Club(ForzaRC)至今。

## 曾參與賽事及獎項
- 2019年渣打香港馬拉松 - 全程馬拉松 本地註冊運動員 第三名
- 2018年渣打香港馬拉松 - 全程馬拉松 本地註冊運動員 第三名
- 2017年渣打香港馬拉松 - 半程馬拉松 本地註冊運動員 第一名、總排名 第三名
- 2016年渣打香港馬拉松
- 2015年渣打香港馬拉松
- 2014年渣打香港馬拉松
- 2012年渣打香港馬拉松

## 外部連結
- 尹焯熙的Facebook專頁
- 尹焯熙的Instagram帳戶